# 朱村站
朱村站为广州地铁21号线的高架车站，位于中國廣東省广州市增城区324国道（广汕公路），近朱村街道。车站于2018年12月28日随21號線首通段通车而启用。

## 车站結構

### 車站樓層
本站为路中高架三层双岛式车站，有效站台长120米，站宽40米。车站共有四层，地面为架空，车站附近为324国道，朱村街道及沿街商鋪和村鎮住宅等。地上二層為站廳層；地上三层為月台層；地上四层为设备区。
其中车站西南侧的A出入口为设备房，设有警务室及车站控制室，本站的卫生间和母婴室设于设备房地上二层西侧。
| 地上四层 | 设备区   | 车站设备                                     |  |  |
| 地上三层 | 4 站台   | █21号线 天河公园方向（下站：凤岗）           |  |  |
|          | 岛式站台 |                                              |  |  |
|          | 2 站台   | █21号线 天河公园方向（下站：凤岗）           |  |  |
|          | 1 站台   | █21号线 增城广场方向（下站：山田）           |  |  |
|          | 岛式站台 |                                              |  |  |
|          | 3 站台   | █21号线 增城广场方向（下站：山田）           |  |  |
| 地上二层 | 站厅     | 售票機、客服中心、安检设施                   |  |  |
|          | 设备区   | 车站控制室、警务室、卫生间、母婴室、车站設備 |  |  |
| 地面     | 设备区   | A出入口、商铺                                |  |  |

### 站厅

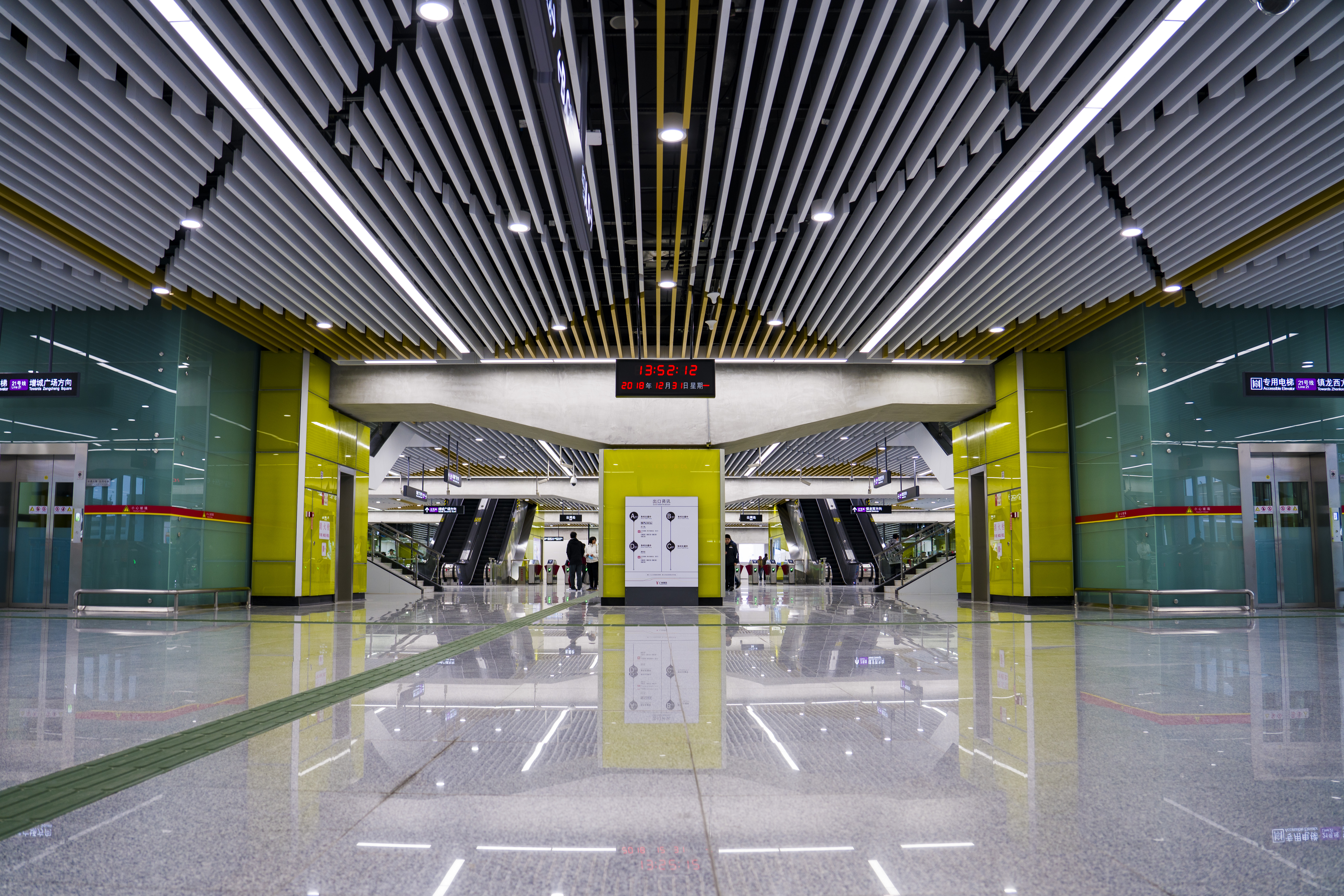
站厅

朱村站站厅設有售票機、自动售卡/充值机、客務中心，同时设有自动售卖机。
为方便行人进出，目前站厅中部被划分为收费区，收费区内前往两个月台各自设有多组扶手电梯、楼梯和一台专用电梯供乘客前往。

### 月台

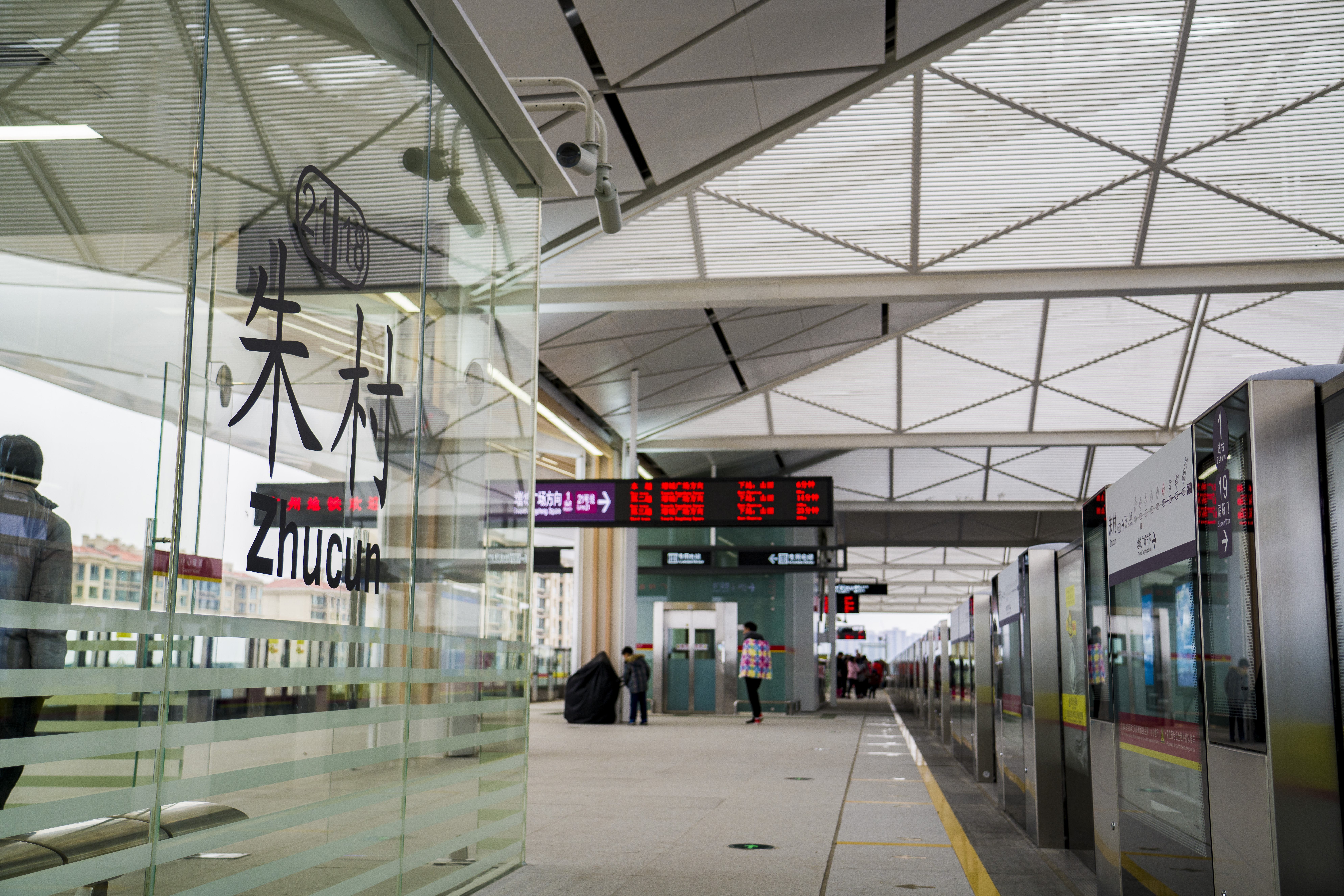
1号月台

朱村站在324国道中心的上空设有两个並排的岛式月台。两个岛式月台均设有空调候车室。
本站作為21號線的快慢車越行站，因此設有四條路軌。靠近內側的兩個站台於2018年12月28日率先啟用，並分別獲編為1號及2號月台；外側的兩個站台則在2019年8月23日啟用，並分別獲編為3號及4號月台。當有快車經1號或2號月台通過朱村站時，增城廣場方向的各站停列車會於3號月台待避，而天河公园方向的各站停列車會於4號月台待避。
另外，本站往增城广场方向一端的正线处设有一条渡线。

### 出入口
朱村站目前设有4个出入口供乘客进出车站。
|                           |                                                       |      |            |                                    |
| 編號                      | 设施                                                  | 照片 | 出口指示   | 建議前往的目的地                   |
| A                         | 盲道标志 · 升降机标志 · 无障碍通道标志 · 扶手电梯标志 |      | 朱村大道中 | 朱村地铁站公交车站（东行）         |
| B                         | 扶手电梯标志                                          |      | 朱村大道中 |                                    |
| C                         | 盲道标志 · 扶手电梯标志                               |      | 朱村大道中 |                                    |
| D                         | 扶手电梯标志                                          |      | 朱村大道中 | 惠群路、朱村地铁站公交车站（西行） |
| 註： 設有 \| 設有 \| 設有 |                                                       |      |            |                                    |

## 接驳交通
| 公交（朱村地铁站） \| 编号 \| 编号 \| 线路 \| 线路 \| 线路 \| 收费 \| 备注 \| \| ---- \| ------ \| -------------------- \| -------------------- \| -------------------- \| -------------------- \| -------------------- \| \| \| 增城2 \| 公汽公司 \| ⇆ \| 科教城东公交总站 \| 2元 \| \| \| \| 增城11 \| 二汽车站 \| ⇆ \| 五福路 \| 4元 \| \| \| \| 增城12 \| 二汽车站 \| ⇆ \| 永和医院 \| 5元 \| \| \| \| 增城13 \| 广运车站 \| ⇆ \| 仙村公交总站 \| 4元 \| \| \| \| 增城50 \| 叠溪花园 \| ⇆ \| 七彩澳游 \| 2元 \| \| \| \| 增夜7 \| 已于2023年2月9日停办 \| 已于2023年2月9日停办 \| 已于2023年2月9日停办 \| 已于2023年2月9日停办 \| 已于2023年2月9日停办 \| |        |                      |                      |                      |                      |                      |
| 编号 | 编号   | 线路                 | 线路                 | 线路                 | 收费                 | 备注                 |
| | 增城2  | 公汽公司             | ⇆                    | 科教城东公交总站     | 2元                  |                      |
| | 增城11 | 二汽车站             | ⇆                    | 五福路               | 4元                  |                      |
| | 增城12 | 二汽车站             | ⇆                    | 永和医院             | 5元                  |                      |
| | 增城13 | 广运车站             | ⇆                    | 仙村公交总站         | 4元                  |                      |
| | 增城50 | 叠溪花园             | ⇆                    | 七彩澳游             | 2元                  |                      |
| | 增夜7  | 已于2023年2月9日停办 | 已于2023年2月9日停办 | 已于2023年2月9日停办 | 已于2023年2月9日停办 | 已于2023年2月9日停办 |

## 历史
在21號線初期規劃之時，已在本站的位置設置朱村站，因位於朱村镇的中心而得名。後來为配合广州科教城的规划，原朱村站西移980m至教育城，現時凤岗站的位置。再於2015年4月底，当局决定在原朱村站位置恢復設站，但因原有朱村站西移後尚未更名，恢復設站後本站暫被命名为朱村東站。
本站于2016年8月开始进行土建工程招标，2017年1月5日进场施工，2018年4月9日封顶，为全线最后一个封顶的车站。2018年初，广州地铁向民政局申报朱村站为本站站名，并于同年8月正式获批。
2018年12月28日12时28分，本站随21號線首通段通车而正式启用。
21號線首通段開通时未开行快車，故所有列車均於內側的1號及2號月台停靠，外側兩個月台則暫不使用，亦不獲編號。2019年8月23日起，為配合21號線剩餘段與既有路段進行不載客貫通測試，外側月台啟用並獲得編號。